# Metnitz
Metnitz (tiếng Slovene: Metnica) là một đô thị thuộc huyện Sankt Veit an der Glan trong bang Kärnten trong nước Áo. Đô thị Metnitz có diện tích 223,14 km², dân số thời điểm năm 2005 là 2368 người.